# Synchaeta oblonga
Synchaeta oblonga är en hjuldjursart som beskrevs av Ehrenberg 1832. Synchaeta oblonga ingår i släktet Synchaeta och familjen Synchaetidae. Arten är reproducerande i Sverige. Inga underarter finns listade i Catalogue of Life.